# Сокольники (станция метро, Сокольническая линия)
«Соко́льники» — станция Московского метрополитена на Сокольнической линии. Расположена между станциями «Преображенская площадь» и «Красносельская», связана пересадкой с одноимённой станцией на Большой кольцевой линии и наземной со станцией «Митьково» на линии МЦД-3 (Ленинградско-Казанский). Находится на территории района Сокольники Восточного административного округа Москвы. Открыта 15 мая 1935 года в составе первого пускового участка «Сокольники» — «Парк культуры» с ответвлением «Охотный Ряд» — «Смоленская».

## История и происхождение названия
Станция открыта 15 мая 1935 года в составе первого пускового участка Московского метрополитена из 13 станций: «Сокольники» — «Парк культуры» с ответвлением до станции «Смоленская». Одна из трёх первых конечных станций в истории Московского метрополитена (наряду со станциями «Парк культуры» и «Смоленская»). До 1965 года была конечной станцией на линии. От станции «Сокольники» отправился первый в истории московского метро поезд с пассажирами.
Названа по одноименному историческому району Москвы. Здесь в XVII веке возникла Сокольничья слобода, то есть селение сокольников — лиц, занимавшихся содержанием и обучением соколов для царской охоты. Рядом находился крупный лесной массив — Сокольничья роща (ныне парк «Сокольники»). В XIX веке здесь возникла дачная местность. Во второй половине 1970-х годов здесь началась типовая городская застройка многоэтажными домами, но вплоть до конца 1980-х годов большую часть района занимали частные деревенские постройки.

## Вестибюли и пересадки
Наземный вестибюль выполнен в виде арки с двусторонним выходом и расположен на аллее, ведущей от Русаковской улицы к Сокольническому парку (выход из которого также осуществляется на Сокольническую площадь, Сокольнический переулок и улицу Стромынка). Барельефы на внутренней стороне пилонов выполнил скульптор Пётр Вениаминович Митковицер по рисункам Надежды Быковой. На крыше этого перекрытия располагается уникальный витраж из стекла и металла, на котором изображена красная звезда. Более полувека он был скрыт от глаз москвичей. 16 ноября 2018 года по историческим чертежам специалисты вернули прежний облик «Красной звезде».
Изнутри вестибюль облицован белым марблитом и мрамором «коелга». После завершения строительства вестибюля по сторонам пилонов установили статуи спортсменов, перекликающиеся по стилистике со скульптурным оформлениям стадиона «Сталинец» (ныне «РЖД Арена») (скульптор П. В. Митковицер). Позднее скульптуры были сняты, их место ныне обозначают сохранившиеся постаменты.
В ноябре 2018 года около входа в вестибюль были воссозданы скульптуры дискобола и волейболистки (скульптор М. Г. Манизер). На вестибюле станции находится надпись «МЕТРО», которая некоторое время была демонтирована и впоследствии восстановлена в 2005 году по случаю 70-летия со дня открытия метрополитена. На постоянную основу, она вернулась только в 2019 году.
1 марта 2023 года открылась одноименная станция Большой кольцевой линии, на которую осуществляется пересадка через северный торец станции по ранее законсервированному лестничному ходу (который изначально проектировался под второй выход). Так как существующая станция является памятником архитектуры, менять её облик категорически запрещено, турникеты расположились ближе ко входу. Также, со 2 августа 2024 года, осуществляется наземная пересадка на станцию «Митьково» линии МЦД-3.

## Техническая характеристика
Конструкция станции — колонная трёхпролётная мелкого заложения (глубина заложения — 9 м). На станции два ряда по 23 колонны с шагом 7 м. Проект станции был удостоен Гран-при на Международной выставке в Париже 1937 года.
За станцией имеются оборотные тупики, помимо своей основной функции служащие для ночного отстоя составов и технического обслуживания.

## Оформление
Путевые стены облицованы светло-жёлтой керамической плиткой. Цоколи стен отделаны чёрным марблитом. Пол выложен серым и чёрным гранитом (изначально было асфальтовое покрытие). Колонны и центральный мостик облицованы серо-голубым мрамором, белый мрамор покрывает стены подходного коридора и турникетного зала.
При открытии на станции были установлены люстры-«шары» между колоннами и небольшие светильники в кессонах перекрытия боковых нефов. Сейчас же стандартные люминесцентные светильники без рассеивателей расположены в межколонных промежутках, по 6 в каждом.

## Наземный общественный транспорт
На этой станции можно пересесть на следующие маршруты городского пассажирского транспорта:
- Автобусы: м60, е66, 40, 78, 140, 265, 604, с633, с675, 975, т32, н15
- Трамваи: 4, 7, 13, 25, 43

## Станция в цифрах
- Код станции — 004.
- В марте 2002 года пассажиропоток составлял: по входу — 50,1 тысячи человек, по выходу — 52,3 тысячи человек[6].
- Таблица времени прохождения первого поезда через станцию[7]:

| По чётным числам                           | Будние дни | Выходные дни |
| По нечётным числам                         | Будние дни | Выходные дни |
| В сторону станции «Преображенская площадь» | 05:54:00   | 05:56:00     |
| В сторону станции «Преображенская площадь» | 05:54:00   | 05:56:00     |
| В сторону станции «Красносельская»         | 05:38:00   | 05:37:00     |
| В сторону станции «Красносельская»         | 05:38:00   | 05:37:00     |

## Галерея
| - Центральный зал станции. 6 августа 2014 - Посадочная платформа. 6 августа 2014 - Путевая стена с названием станции. 6 августа 2014 - Памятная табличка на путевой стене. 1 ноября 2016 - Памятная табличка, приуроченная к 75-летию со дня открытия метрополитена. 13 июня 2012 - Лестница на выход в город. 30 ноября 2023 - Вид на платформу. 30 ноября 2023 - Переход на БКЛ, через северный торец станции, ранее законсервированный для отменённого второго выхода. 1 марта 2023 - Наземный вестибюль. 20 ноября 2023 - Витраж «Красная звезда». 22 октября 2022 - Скульптура «Волейболистка», установленная в 2018 году (скульптор М. Г. Манизер). 19 октября 2022 - Скульптура «Дискобол», установленная в 2018 году (скульптор М. Г. Манизер). 19 октября 2022 - Станция в 1935 году |